# Amelia Pinga
Amelia Armando Pinga (* 25. Juni 2006) ist eine mosambikanische Leichtathletin, die sich auf den Dreisprung spezialisiert hat und aktuell Inhaberin des Landesrekordes ist.

## Sportliche Laufbahn
Erste internationale Erfahrungen sammelte Amelia Pinga im Jahr 2023, als sie bei den U18-Afrikameisterschaften in Ndola mit 5,01 m den achten Platz im Weitsprung belegte und im Dreisprung mit 11,55 m auf Rang sechs gelangte. Anschließend wurde sie bei den Commonwealth Youth Games in Port-of-Spain mit 5,03 m Zehnte im Weitsprung. Im Jahr darauf stellte sie mit 13,09 m in Pretoria einen neuen Landesrekord im Dreisprung auf und im Juni belegte sie bei den Afrikameisterschaften in Douala mit 12,84 m den siebten Platz. Anschließend verpasste sie bei den U20-Weltmeisterschaften in Lima mit 12,00 m den Finaleinzug.

## Persönliche Bestleistungen
- Weitsprung: 5,03 m (+1,9 m/s), 7. August 2023 in Port-of-Spain
- Dreisprung: 13,09 m (+0,5 m/s), 15. Juni 2024 in Pretoria (mosambikanischer Rekord)